# Sveriges försvarsmakt
Försvarsmakten är en svensk myndighet med ansvar för att genomföra Sveriges försvarspolitik enligt beslut av riksdag och regering. Uppdraget omfattar att skydda landet vid krig, hävda Sveriges intressen samt bidra till fredsbevarande insatser och humanitär hjälp. Sverige är medlem i Nato sedan 2024.
Försvarsmakten leds av överbefälhavaren (ÖB) och består av armén, flygvapnet, marinen (flottan och amfibiekåren) och Hemvärnet. Kung Carl XVI Gustaf är traditionellt attribuerad som högste representant à la suite.
Myndigheten är en enrådsmyndighet under Försvarsdepartementet, med stöd från bland annat Totalförsvarets forskningsinstitut (FOI), Försvarets materielverk (FMV) och Myndigheten för samhällsskydd och beredskap (MSB). Fortifikationsverket tillhandahåller byggnader, anläggningar och mark.

## Historik

### 1600- till 1800-talet
Sveriges militärhistoria inbegriper åtskilliga krig med samtliga grannländer, inklusive trettioåriga kriget under stormaktstiden under 1600- och i början av 1700-talet. De många krigen mot Ryssland kulminerade i finska kriget (1808–1809), då Sverige förlorade sin östra rikshalva som senare blev republiken Finland. Det senaste kriget som Sverige var direkt inblandat i var Fälttåget mot Norge som utkämpades 1814.

### 1900-talet
Under världskrigen och kalla kriget genom 1900-talet präglades Sveriges försvarspolitik av ett ställningstagande för neutralitet. Sovjetunionen sågs dock i praktiken som det största hotet under efterkrigstiden, och föranledde stora svenska försvarssatsningar. Som mest spenderade Sverige cirka 4,7 % av BNP på försvaret under 1950-talet.
Efter Sovjetunionens upplösning 1991 inleddes en snabb nedmontering av det svenska försvaret, både till omfånget och genom att det omvandlades till en organisation för internationella insatser. De mest omfattande neddragningarna skedde i samband med försvarsbesluten 2000 och 2004. Försvarsutgifternas andel av BNP sjönk från 2,6 % år 1990/91 till 1,0 % år 2017.

### 2000-talet
Försvarsmaktens rekrytering hade under 1900-talet grundats på allmän värnplikt. Värnplikten avskaffades i fredstid år 2010, för att ersättas med en kombination av professionella och frivilliga styrkor, inklusive hemvärnet. Beslutet mötte efterhand allt starkare kritik, eftersom försvaret visade sig få svårt att rekrytera på frivillig basis samtidigt som säkerhetsläget i Europa försämrades, bland annat genom kriget i Ukraina 2014. Riksdagen beslutade 2017 om att återinföra värnplikten i mindre skala, och år 2018 ryckte den första nya värnpliktskullen in.
Mot slutet av 2010-talet inleddes också en återupprustning efter de gångna årens dramatiska neddragningar. Försvarsbeslutet 2020 medförde stora satsningar de kommande fem åren och inrättandet av fyra nya regementen. Försvarets totala manskap planerades växa från 60 000 personer till 90 000 personer år 2030.
Enheter ur Försvarsmakten har deltagit i ett flertal internationella operationer, exempelvis i Afghanistan och i Kosovo. Dessutom utgör Sverige genom Försvarsmakten ledande nation för Europeiska unionens stridsgrupper ungefär vart tredje år.

### Kvinnligt deltagande
I Sverige fick kvinnor först 1989 lönearbeta inom försvaret på samma villkor som män, något som då innebar att det sista manliga yrkesmonopolet i Sverige avskaffades. Samtidigt fick kvinnor tillgång till samtliga militära befattningar inom det svenska försvaret. Detta var ett sent steg i en process från 1800-talets slut som successivt öppnade armén och försvaret i övrigt för (militär) kvinnlig arbetskraft.
1865 bildades Damkommittén, den första svenska kvinnoföreningen som arbetade med försvarsfrågor. Den fungerade som del av Föreningen för frivillig vård av sårade och sjuka i fält, en organisation som senare kom att ombildas till Röda Korset. Kvinnor lämnades dock utanför värnplikten när allmän och obligatorisk värnplikt infördes 1901.
Efter första världskriget flyttade kvinnorörelsen fram sina positioner i samhället, och 1919 infördes kvinnlig rösträtt. Fem år senare bildades Svenska Lottakåren, efter mönster från den liknande Lotta Svärd-organisationen i Finland; under mellankrigstiden växte lottakårens storlek till 110 000 medlemmar. 1942 bildades även Sveriges kvinnliga bilkårers riksförbund, för att samordna den ökande mängd kvinnor som börjat verka inom transportdelen av försvaret.
1962 introducerade Flygvapnet titeln "extra flygingenjörsaspirant", i syfte att kunna anta en kvinna (Inger-Lena Hultberg) till sin flygingenjörsutbildning. Värnpliktskravet förhindrade fortfarande kvinnor från att formellt kunna söka till militära yrken, men under 1960- och 1970-talet tillstyrkte Lottakåren, undersökte flygvapenchefen och tillsattes en statlig kommitté, alla med större kvinnlig medverkan i försvaret som tänkt mål.
1978 beslutade Riksdagen att kvinnor skulle få tillgång till befälstjänster i det militära försvaret, inledningsvis i markbefattningar i flygvapnet. 1980 skedde den första inryckningen av kvinnor till grundutbildning – på F16 i Uppsala. 1989 fick kvinnor slutligen tillträde till samtliga militära befattningar, inklusive (de sista att genomföras) som stridspilot och i tjänst i ubåt. 1994 avskaffades kravet för kvinnor inom försvaret att utbilda sig till officerare.
På senare år har allt fler högre officerstjänster inom försvaret fått kvinnliga innehavare. 2013 utsågs Lena Hallin till Sveriges första kvinnliga general utanför det försvarsmedicinska området, och 2019 blev hon Musts första kvinnliga chef. 2020 utsågs Laura Swaan Wrede till Sveriges första kvinnliga armégeneral.
2016 utgjordes cirka 13 procent av försvarsmaktens personal av kvinnor; detta varierade mellan 5,5 procent av officerarna och 38 procent av de civilt anställda. Två år senare utökades värnplikten och blev könsneutral, och 2021 rapporterades att 18 procent av de värnpliktiga då var kvinnor.

## Försvarsmaktens fyra huvuduppgifter
- När Sveriges gränser kränks är det Försvarsmakten som avvisar den kränkande parten (hävda landets territoriella integritet).
- Om Sverige blir angripet av främmande makt ska Försvarsmakten kunna försvara landet och avvisa angriparen (försvara Sverige i händelse av väpnat angrepp). Eller som det beskrivs i 1967 års upplaga av svensk soldat, sidan 9, krigsmans erinran: "Det svenska försvaret ska verka för att vår fred och vårt oberoende bevaras. Det skall värna om vår frihet att själva forma vår rättsordning och vår kultur. Blir Sverige angripet skall försvaret med vapenmakt hindra att vårt land faller i angriparens hand..."
- Försvarsmakten stöder det övriga samhället vid katastrofer, till exempel vid stormar eller översvämningar (bistå samhället i händelse av kris).
- Försvarsmakten skickar trupper till fredsbevarande insatser och/eller fredsframtvingande insatser runt om i världen (verka för fred och säkerhet i vår omvärld).

Försvarsmakten har förmågan till väpnad strid som grund för all verksamhet och är Sveriges yttersta säkerhetspolitiska instrument.

## Myndighetsledning
Sedan 2005 har Försvarsmakten, utöver överbefälhavaren, en civil ställföreträdande myndighetschef med titeln generaldirektör. Den första att inneha posten var Marie Hafström, fram till 29 augusti 2008. Hon efterträddes av Ulf Bengtsson, som den 1 oktober 2012 efterträddes av Peter Sandwall. Sedan den 1 juni 2021 är Mikael Granholm generaldirektör, med förordnande till och med 31 maj 2027.

### Försvarsmaktsledningen (FML)
Försvarsmaktsledningen är den högsta ledningen för Försvarsmakten och består av följande befattningar:
- Överbefälhavare: General Michael Claesson (sedan 1 oktober 2024)[17]
- Generaldirektör: Mikael Granholm (sedan 1 juni 2021)
- Chef för Försvarsstaben: Generallöjtnant Carl-Johan Edström (sedan 1 oktober 2024)
- Chef för Must: Generallöjtnant Thomas Nilsson (sedan 1 maj 2023)
- Chef för Operationsledningen: Viceamiral Ewa Skoog Haslum (sedan 15 november 2024)
- Milrep: Viceamiral Jonas Haggren, Sveriges militära representant till Nato och EU (sedan 1 juli 2023)
- Ekonomidirektör: Ellen Rova (sedan 10 april 2024)
- Chefsjurist: Carin Bratt (sedan 11 juli 2013)[18]
- Personaldirektör: Kim-Lena Ekvall Svedenblad (sedan 1 januari 2023)
- Kommunikationsdirektör: Flottiljamiral Fredrik Peedu (sedan 10 februari 2025)

### Försvarsstaben och försvarsgrensstaber
Försvarsstaben (Fst) och Operationsledningen stödjer överbefälhavaren i ledningen av nationella och internationella insatser. Till ledningen hör även:
- AST – Arméstaben
- FS – Flygstaben
- MS – Marinstaben

## Historik och begrepp
Före 1994 var Sveriges militära förband inte samlade i en myndighet. Varje regemente, flottilj, centrum och skola samt överbefälhavaren och försvarsgrenscheferna var egna myndigheter under regeringen.
Samlingsnamnet för Sveriges militära försvar var tidigare försvarsmakten (med liten begynnelsebokstav). Före 1975 användes namnet krigsmakten.
Enligt försvarsbeslutet 1992 bildades Försvarsmakten den 1 juli 1994 genom en sammanslagning av de fristående försvarsmyndigheterna under de tidigare huvudprogrammen 1–4 (armé, marin- och flygvapenförband samt gemensam operativ ledning). ÖB är myndighetschef.

## Organisation

### Insatsorganisation
Insatsorganisationen omfattar Försvarsmaktens staber och krigsförband som används vid militära insatser. Den består av överbefälhavaren med högkvarteret, operativa insatsförband, nationella skyddsstyrkor och utlandsstyrkan.

### Grundorganisation
Grundorganisationen ansvarar för att utveckla, vidmakthålla och avveckla krigsförband och resurser som används av insatsorganisationen. Den ska även utveckla och vidmakthålla Försvarsmaktens kompetens.

#### Försvarsgrenar

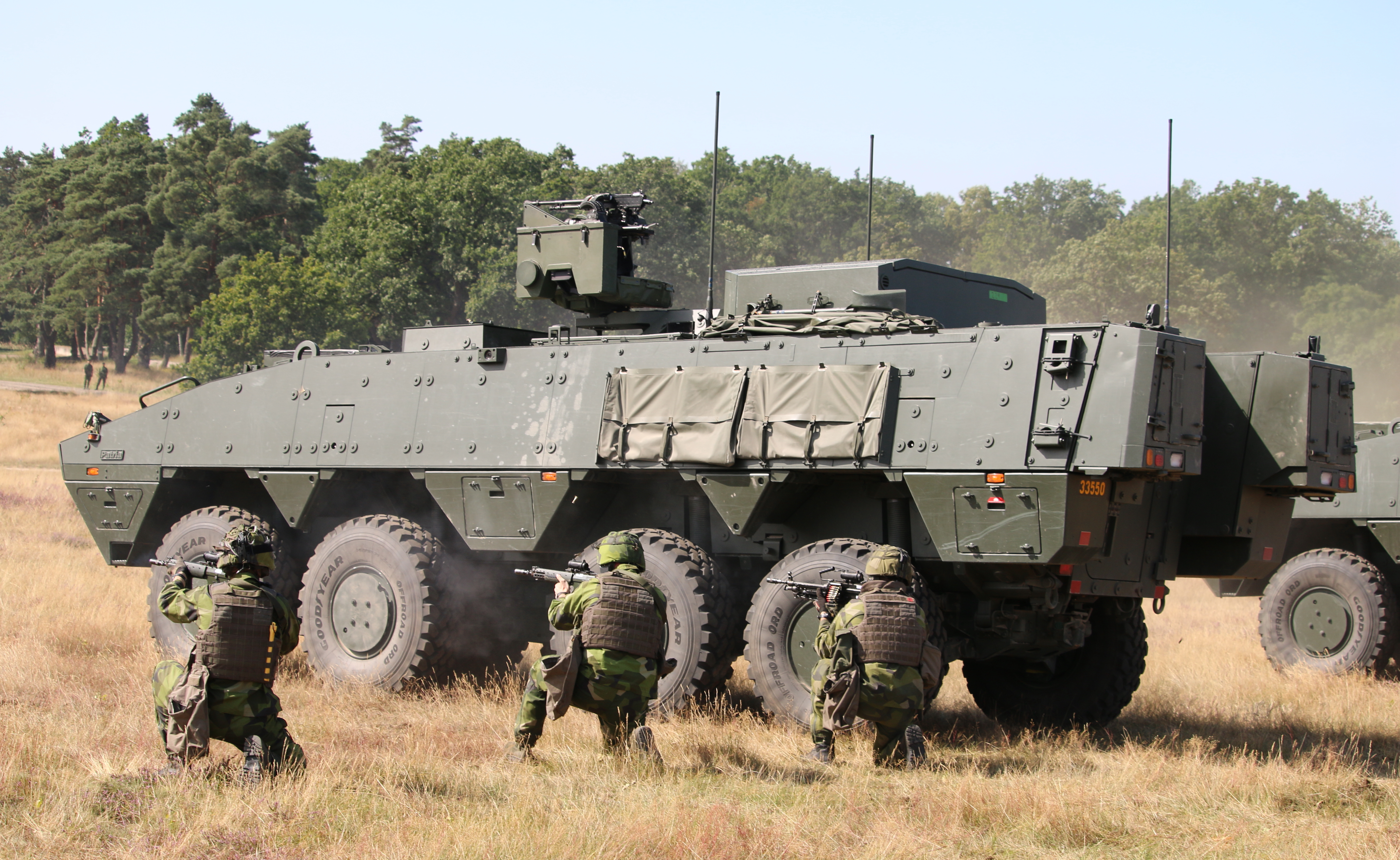
Pansarterrängbil 360 med skyttesoldater.

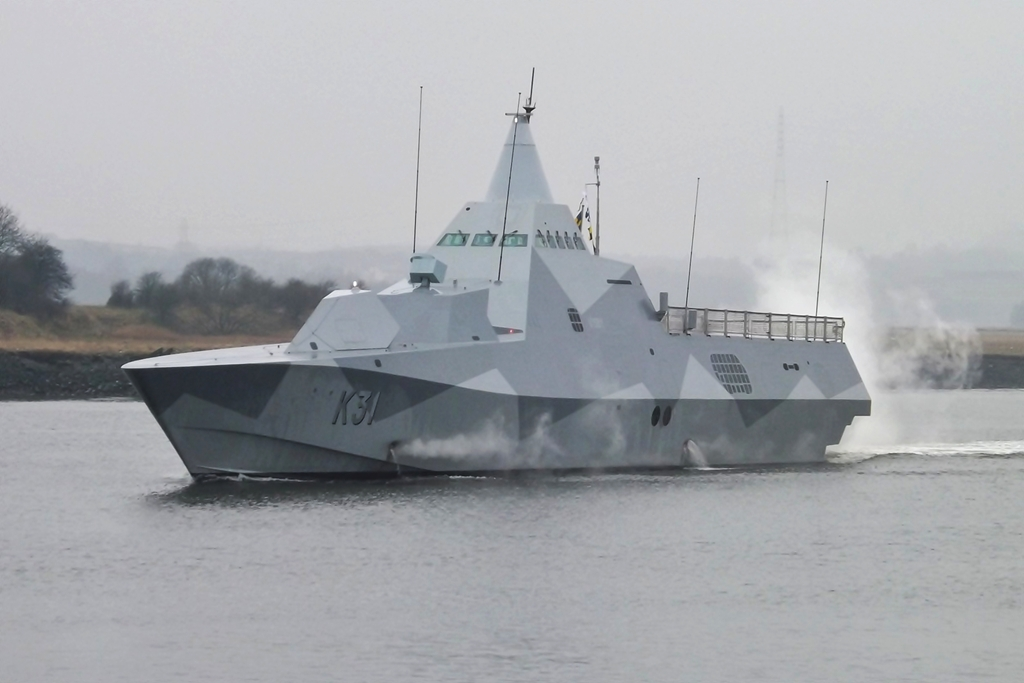
Korvetten HMS Visby (K31).

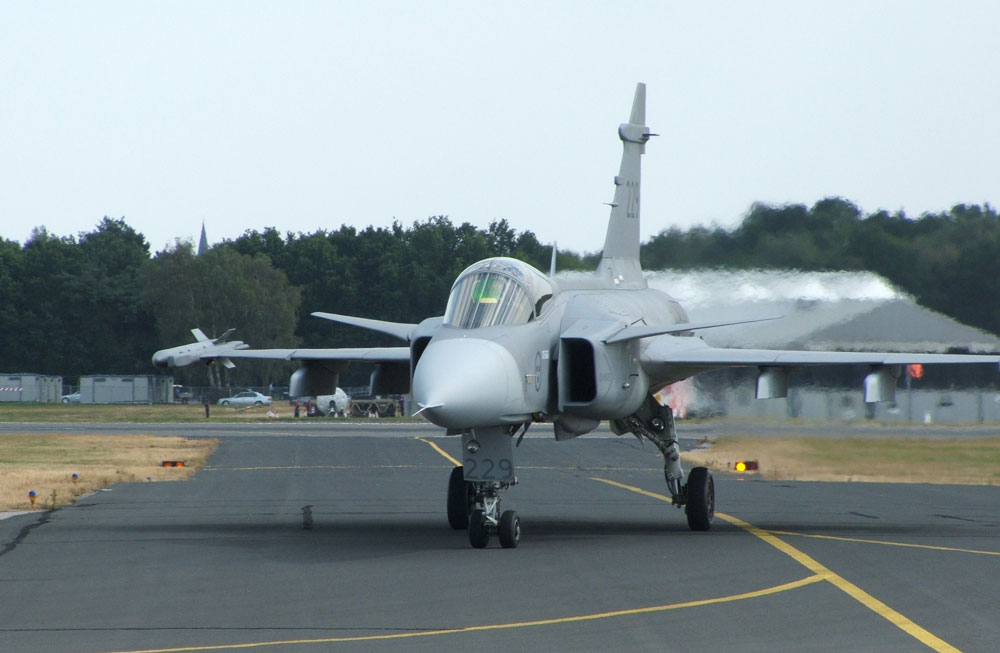
JAS 39 Gripen.

- Armén
- Marinen
- Flygvapnet

#### Lednings- och logistikförband
- Högkvarteret (HKV), Stockholm
- Arméstaben (AST), Enköping
- Marinstaben (MS), Stockholm
- Flygstaben (FS), Uppsala
- Försvarsmaktens logistik (FMLOG), Stockholm
- Försvarsmaktens tekniska skola (FMTS), Halmstad
- Försvarsmaktens telekommunikations- och informationssystemförband (FMTIS), Örebro
- Försvarsmedicincentrum (FömedC), Göteborg
- Ledningsregementet (LedR), Enköping
- Göta trängregemente (T 2), Skövde

#### Försvarsmaktsgemensamma skolor
- Amröjskolan (AmröjS), Eksjö
- Fältarbetsskolan (FarbS), Eksjö
- Fallskärmsjägarskolan (FJS), Karlsborg
- Flygbasjägarskolan (FbjS), Kallinge
- Flygvapnets flygskola (FlygS), Linköping
- Försvarsmaktens tekniska skola (FMTS), Halmstad
- Försvarsmaktens överlevnadsskola (Fös), Karlsborg
- Hemvärnets stridsskola (HvSS), Södertälje
- Ledningsskolan (LedS), Enköping
- Logistikskolan (LogS), Skövde
- Luftstridsskolan (LSS), Uppsala
- Militärhögskolan Karlberg (MHS K), Solna
- Militärhögskolan Halmstad (MHS H), Halmstad
- Markstridsskolan (MSS), Skövde
- Sjöstridsskolan (SSS), Karlskrona
- Tolkskolan (TolkS), Uppsala

#### Försvarsmaktsgemensamma centra
- Försvarsmaktens dykeri och navalmedicinska centrum (FMDNC), Karlskrona
- Försvarsmaktens meteorologi- och oceanograficentrum (FM METOCC), Enköping
- Försvarsmaktens internationella centrum (Swedint), Kungsängen
- Försvarsmaktens underrättelse- och säkerhetscentrum (FMUndSäkC), Uppsala
- Försvarsmaktens HR-centrum (FM HRC), Stockholm
- Försvarsmedicincentrum (FömedC), Göteborg
- Totalförsvarets ammunitions- och minröjningscentrum (SWEDEC), Eksjö
- Totalförsvarets skyddscentrum (SkyddC), Umeå

#### Försvarsmaktsgemensamma enheter
- Försvarsmaktens enhet för konceptutveckling[död länk] (FMKE), HKV/Enköping
- Combat Camera (SWCOMCAM), Enköping
- Försvarsmaktens ADL-enhet (FMADLE), Halmstad (sammanslagen med FMLOPE 2012)
- Försvarsmaktens hundtjänstenhet (FHTE), Märsta
- Försvarsmaktens idrotts- och friskvårdsenhet (FMIF), Stockholm
- Försvarsmaktens ledarskaps- och pedagogikenhet (FMLOPE), Halmstad
- Försvarsmaktens stödenhet geografisk information (Geo SE), Stockholm
- Försvarsmaktens vinterenhet (FMVE), Arvidsjaur och Boden
- Managementenheten (ManE), Stockholm

#### Specialförband
- Särskilda operationsgruppen

## Hemvärnet
Hemvärnet – nationella skyddsstyrkorna – utgör huvuddelen av Försvarsmaktens nationella skyddsstyrkor sedan de tidigare territorialförsvarsförbanden lades ned under 1990-talet. Hemvärnet bevakar och skyddar viktig infrastruktur och objekt mot sabotage samt kan stödja samhället vid kriser.

## Omställning till insatsförsvar

Försvarsmaktens insatser i världen, april 2008.

I samband med Sovjetunionens kollaps och kalla krigets slut i slutet av 1980/början på 90-talet omorienterades gradvis den svenska Försvarsmakten från att varit ett stort invasionsförsvar, det vill säga uppbyggt att möta en stor militär invasion från Sovjetunionen, till att bli ett insatsförsvar mer inriktat på internationella insatser. Denna process, kallas ibland "smalare men vassare", det vill säga mindre men bättre. I försvarsbesluten på slutet av 90-talet och början på 2000-talet lades ett mycket stort antal militära förband ner. Kvalitet och insatsberedskap prioriterades framför kvantitet. En stor mängd äldre militär utrustning som förknippades med invasionsförsvaret kasserades eller såldes. 

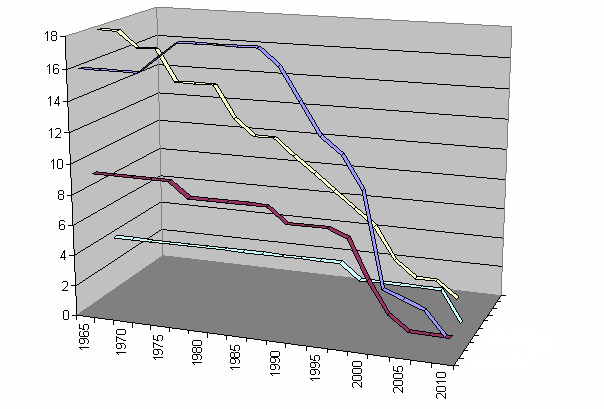
Diagram över försvarets utveckling 1965–2010. Gul linje representerar antalet flygflottiljer, blå infanteriregementen, röd artilleriregementen och grön kustartilleriregementen samt Stockholms amfibieregemente.

Förmågan att samarbeta med andra länders militär, ofta NATO-länder, betonas starkt, varvid engelska militära facktermer och uttryck ofta ersätter svenska. Omställning av den svenska militären sker ofta efter mönster delvis inspirerade av USA:s och Storbritanniens försvarsmakter. Förband med hög kvalitet och insatsberedskap, så kallade snabbinsatsstyrkor, (se Nordic Battlegroup) främst avsedda för internationell användning i kris- och konfliktområden prioriteras.
Svenska utlandsstyrkan har genomfört och genomför än idag omfattande insatser med trupp utomlands, ofta under FN-mandat. De största insatserna har genomförts i det forna Jugoslavien i Bosnien (se SFOR) och Kosovo (se KFOR) där Sverige bidragit med en styrka motsvarande en mekaniserad bataljon. Idag uppgår styrkan i Kosovo dock endast till 248 soldater. Tidvis var den svenska styrkan i Bosnien inblandad i rena stridshandlingar. De svenska förbanden har bland annat genomfört övervakning av gränser, humanitär hjälp till civilbefolkning samt under vissa perioder hantering av upplopp. Inga svenska soldater har dödats i strid på Balkan men svenska soldater har varit inblandade i strid eller stridsliknande situationer vid ett flertal tillfällen varvid både varningsskott och verkanseld avgivits.

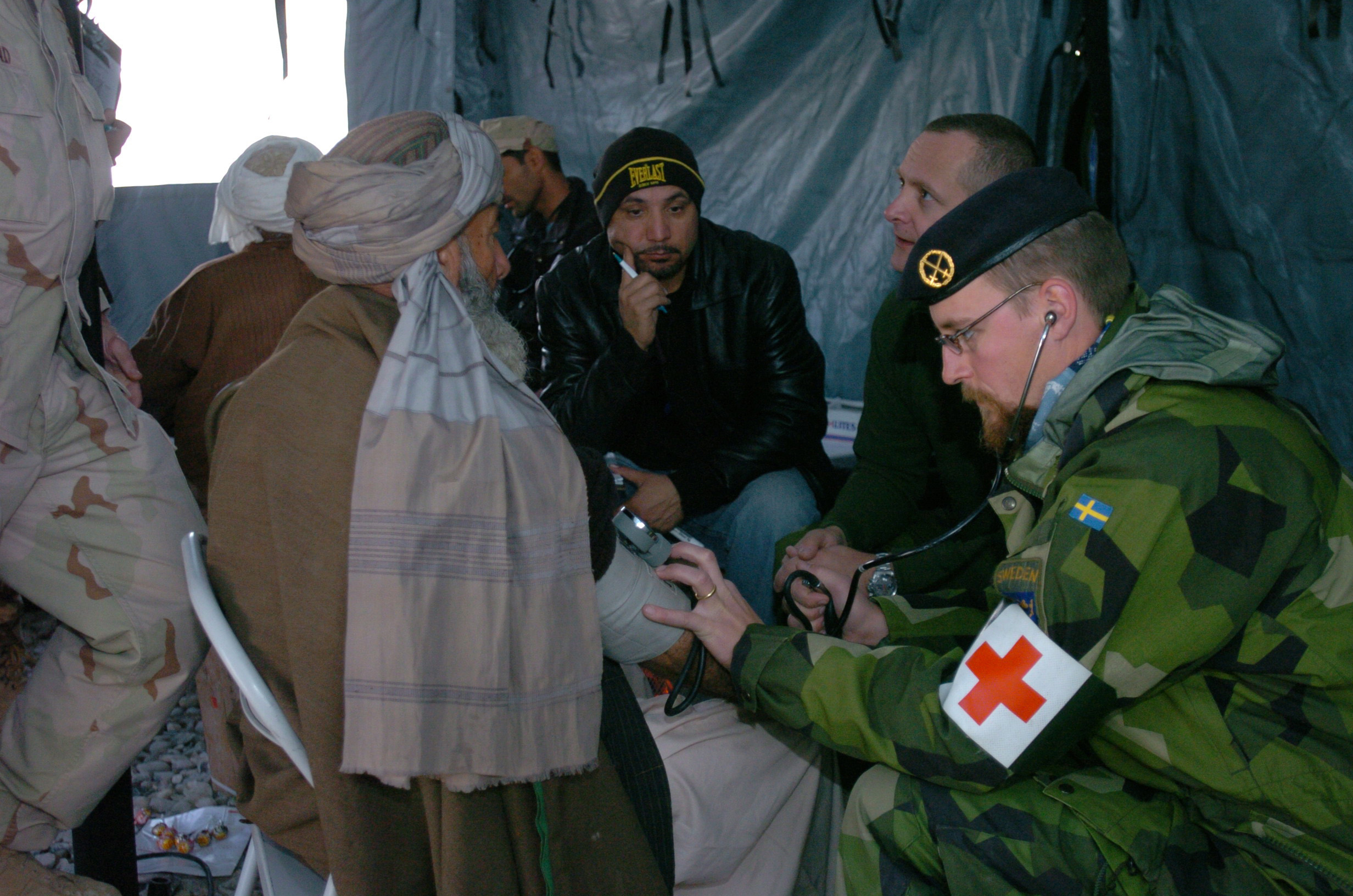
Svenska utlandsstyrkans fänrik Per Bursell i kontrollerar blodtrycket på en äldre afghansk man efter bröstsmärtor.

Sverige har även trupp i Afghanistan som består av lätt utrustat infanteri bland annat avsett för samverkan med civilbefolkningen. Två svenska soldater, ur Särskilda skyddsgruppen, har dödats i ett oriktat bombattentat i Afghanistan. Sverige har även under 2004-2006 haft ett mekaniserat skyttekompani utrustat bland annat med stridsfordon 90 i Liberia i Afrika. Denna styrka avvecklades i november 2006. Små detachement och enskilda observatörer finns på rad andra platser. Insatserna utomlands har huvudsakligen berört armén.
Förutom insatser bedriver svenska Försvarsmakten ofta övningar tillsammans med andra länder, ofta ur NATO. Detta gäller såväl armén som marinen och flygvapnet.
Politiskt är omställning till ett insatsförsvar som tonar ner Sveriges traditionella alliansfrihet och neutralitet och betonar samarbete med NATO-länder och integration med försvarsmakter i EU inte helt okontroversiell. Framförallt är Vänsterpartiet kritiskt till denna process.

## Insatsorganisationen

### Försvarsbeslut 2000
Genom försvarsbeslutet 2000 kom Försvarsmakten att övergå från ett invasionsförsvar till en organisation bestående i huvudsak av hemvärn men också av ett mindre antal små insatsförband, i samband med detta kom krigsorganisationen att istället benämnas för insatsorganisation. Den insatsorganisation som gällde från och med den 1 juli 2000 skulle successivt vara klar 2004.
2009 lade regeringen fram en ny försvarspolitisk inriktning där bland annat de mekaniserade bataljoner ersattes med det nya begreppet Manöverbataljon.

### Läget 2009
Krigsplacering har återupptagits sedan år 2006 (efter att ha skrotats flera år tidigare). I nuläget kan Sverige mobilisera 41 000 soldater. Denna styrka inkluderar 1 300 officerare, 4 700 värnpliktiga och 30 000 hemvärnssoldater med en beslutad bantning till 22 000. Denna mobilisering kan dock antas ta ett år. På några månader kan således endast 780 officerare och 1 200 värnpliktiga vara tillgängliga, med hemvärnet tillgängligt inom några timmar.

### Riksdagsbeslut om insatsorganisation 2014
Enligt riksdagsbeslut skall armén i insatsorganisation 2014 bestå av 8 manöverbataljoner, som skall vara direkt gripbara för insats när som helst, 19 funktionsbataljoner, som skall stå stridsberedda inom en vecka, och 40 hemvärnsbataljoner som skall stå stridsberedda inom några dagar. Vid Folk och försvars konferens i Sälen 2011, informerade dock Överbefälhavaren, att "dagens ekonomiska förutsättningar räcker inte för ett långsiktigt genomförande och vidmakthållande av Insatsorganisationen 2014". Regeringen har dessutom beslutat att köpa nya helikoptrar för 4,7 miljarder, som hindrar andra militära materielköp. I april 2012 repeterade ÖB sina varningar och kallade situationen för "allvarlig" och att "försvaret måste anpassa ambitionsnivån om man inte får höjda anslag".

### Ytterligare medel 2012
I augusti 2012 meddelade partiledare för regeringen att Försvarsmakten kommer att få ökade medel från och med 2013. 300 miljoner kronor 2013 och 2014 samt 200 miljoner kronor följande år. Uttalandet kom i samband med att regeringen bestämt att 40-60 nya JAS 39 Gripen-plan skulle köpas in till flygvapnet.

### Insatsorganisationen färdig 2019
Försvarsmakten uttalade sig i januari 2013 om den nya insatsorganisationen och påpekade att i dess färdiga skick 2019 kunde man endast stå emot ett begränsat anfall mot Sverige i max en vecka. Regeringen har fått kritik från både oppositionen och sina egna stödpartier för att man inte verkar ta det nya försvaret på allvar. I maj 2013 meddelade statsminister Fredrik Reinfeldt och försvarsminister Karin Enström att man kunde tänka sig att ytterligare stärka försvarets resurser redan från 2014.

### Krigsförband
I samband med försvarsbeslutet 2015 beslutades om en ny organisation där Försvarsmakten organiseras dels i krigsförband, men även i 19 depåförband. Nedan tabell visar på Försvarsmaktens organisation gällande från den 1 januari 2016 med förändringar 1 januari 2020.
- Lednings- och underrättelseförband
  - Boden
    - Norra militärregionen – Norrbottens regemente

  - Enköping
    - 11. ledningsplatsbataljonen – Ledningsregementet
    - 12. sambandsbataljonen – Ledningsregementet
    - 13. telekrigsbataljonen – Ledningsregementet
    - 10. PSYOPS-förbandet – Ledningsregementet (Psykologisk krigföring)
    - Försvarsmaktens meteorologi- och oceanograficentrum – Ledningsregementet
    - Försvarsmaktens telekrigstödenhet – Ledningsregementet

  - Örebro
    - FMTIS (utvecklas från 2016-01-01)

  - Stockholm
    - HKV med stabsförband – Högkvarteret
    - Mellersta militärregionen – Livgardet

  - Göteborg/Skövde
    - Västra militärregionen – Skaraborgs regemente

  - Revingehed
    - Södra militärregionen – Södra skånska regementet

  - – (ort ej angiven)
    - Nationell underrättelseenhet – Militära underrättelse- och säkerhetstjänsten
    - IT-försvarsförband

- Logistikförband
  - Göteborg
    - 1. sjukhuskompaniet – Försvarsmedicincentrum
    - 2. sjukhuskompaniet – Försvarsmedicincentrum
    - 1. sjukvårdsförstärkningskompaniet – Försvarsmedicincentrum
    - 2. sjukvårdsförstärkningskompaniet – Försvarsmedicincentrum

  - Halmstad
    - 1. teknikbataljonen – Försvarsmaktens tekniska skola

  - Skövde
    - 1. logistikbataljonen – Göta trängregemente
    - 2. logistikbataljonen – Göta trängregemente
    - Trafik- och transportledningskompani – Göta trängregemente (utvecklas ur MOVCON-kompani från 2016-01-01)

  - Stockholm
    - NSE – FMLOG (utvecklas ur bl.a. FMLOG-stab med NSE från 2016-01-01)

- Arméförband
  - Arvidsjaur
    - 193. jägarbataljonen – Norrbottens regemente (lätt)

  - Boden
    - 3. brigadstaben – Norrbottens regemente
    - 91. artilleribataljonen – Artilleriregementet
    - 92. artilleribataljonen – Artilleriregementet
    - 191. mekaniserade bataljonen – Norrbottens regemente (utvecklas med stridsvagnskompanier från 2016-01-01)
    - 192. mekaniserade bataljonen – Norrbottens regemente (utvecklas med stridsvagnskompanier från 2016-01-01)

  - Eksjö
    - 21. ingenjörsbataljonen – Göta ingenjörregemente
    - 22. ingenjörsbataljonen – Göta ingenjörregemente

  - Karlsborg
    - 31. lätta skyttebataljonen – Livregementets husarer (utvecklas från 2016-01-01)
    - 32. underrättelsebataljonen – Livregementets husarer

  - Kungsängen
    - 10. livbataljonen – Livgardet
    - 11. militärpolisbataljonen – Livgardet (utvecklas från 2016-01-01)
    - 12. motoriserade skyttebataljonen – Livgardet (utvecklas från 2016-01-01)
    - 13. säkerhetsbataljonen – Livgardet

  - Revingehed
    - 71. motoriserade skyttebataljonen – Södra skånska regementet
    - 72. mekaniserade bataljonen – Södra skånska regementet (utvecklas med stridsvagnskompanier från 2016-01-01)

  - Skövde
    - 2. brigadstaben – Skaraborgs regemente
    - 41. mekaniserade bataljonen – Skaraborgs regemente (utvecklas med stridsvagnskompanier från 2016-01-01)
    - 42. mekaniserade bataljonen – Skaraborgs regemente (utvecklas med stridsvagnskompanier från 2016-01-01)
    - 1. tungtransportkompaniet – Skaraborgs regemente

  - Umeå
    - 1. CBRN-kompaniet – Totalförsvarets skyddscentrum

  - Visby
    - 181. mekaniserade bataljonen – Gotlands regemente (från 2020-01-01; tidigare 18. stridsgruppen)

  - Halmstad
    - 61. luftvärnsbataljonen – Luftvärnsregementet
    - 62. luftvärnsbataljonen – Luftvärnsregementet

  - – (ingen ort)
    - Försvarsmaktens operativa reserv – sätts upp av olika utbildningsförband

- Marinförband
  - Berga
    - 4. sjöstridsflottiljledningen – Fjärde sjöstridsflottiljen
    - 41. korvettdivisionen – Fjärde sjöstridsflottiljen
    - 42. minröjningsdivisionen – Fjärde sjöstridsflottiljen
    - 43. underhållsdivisionen – Fjärde sjöstridsflottiljen
    - 2. amfibiebataljonen – Stockholms amfibieregemente (Amf 1)

  - Göteborg
    - 5. amfibiebataljonen – Älvsborgs amfibieregemente (Amf 4)
    - 17. bevakningsbåtskompaniet – Älvsborgs amfibieregemente (Amf 4)
    - 132. säkerhetskompaniet – Älvsborgs amfibieregemente (Amf 4)

  - Karlskrona
    - 3. sjöstridsflottiljledningen – Tredje sjöstridsflottiljen
    - 31. korvettdivisionen – Tredje sjöstridsflottiljen
    - 33. minröjningsdivisionen – Tredje sjöstridsflottiljen
    - 34. underhållsdivisionen – Tredje sjöstridsflottiljen
    - 1. ubåtsflottiljledningen – Första ubåtsflottiljen
    - 11. ubåtsdivisionen – Första ubåtsflottiljen (utvecklas från 2016-01-01)
    - HMS Belos (ubåtsräddningsfartyg)
    - HMS Orion (signalspaningsfartyg)
    - Marinbasen – Marinbasen (utvecklas från 2016-01-01)

  - Skredsvik
    - 44. röjdykardivisionen – Fjärde sjöstridsflottiljen

- Flygförband
  - Luleå
    - 21. flygflottiljen – Norrbottens flygflottilj (utvecklas från 2016-01-01)
    - 31. stridsflygdivisionen – Norrbottens flygflottilj
    - 32. stridsflygdivisionen – Norrbottens flygflottilj

  - Malmslätt, Luleå, Ronneby
    - Helikopterflottiljen

  - Ronneby
    - 17. flygflottiljen – Blekinge flygflottilj (utvecklas från 2016-01-01)
    - 21. stridsflygdivisionen – Blekinge flygflottilj (utvecklas från 2016-01-01)
    - 22. stridsflygdivisionen – Blekinge flygflottilj (utvecklas från 2016-01-01)

  - Såtenäs
    - 7. flygflottiljen – Skaraborgs flygflottilj (utvecklas från 2016-01-01)
    - 71. stridsflygdivisionen – Skaraborgs flygflottilj (utvecklas från 2016-01-01)
    - 72. stridsflygdivisionen – Skaraborgs flygflottilj (utvecklas från 2016-01-01)
    - 73. transport- och specialflygdivisionen – Skaraborgs flygflottilj (utvecklas från 2016-01-01)

  - Uppsala
    - 16. flygflottiljen – Luftstridsskolan (utvecklas från 2016-01-01)
    - 52. stridslednings- och luftbevakningsbataljonen – Luftstridsskolan (utvecklas från 2016-01-01)

- Hemvärnet
  - Enköping
    - 21. hvbat – Upplandsbataljonen (utbildningsgrupp: Upplands- och Västmanlandsgruppen) – Mellersta militärregionen
    - 22. hvbat – Västmanlandsbataljonen (utbildningsgrupp: Upplands- och Västmanlandsgruppen) – Mellersta militärregionen

  - Eksjö
    - 33. hvbat – Norra Smålandsbataljonen (utbildningsgrupp: Norra Smålandsgruppen) – Södra militärregionen

  - Falun
    - 17. hvbat – Dalabataljonen (utbildningsgrupp: Dalregementsgruppen) – Mellersta militärregionen

  - Göteborg
    - 41. hvbat – Göteborgs södra bataljon (utbildningsgrupp: Elfsborgsgruppen) – Västra militärregionen
    - 42. hvbat – Göteborgs norra bataljon (utbildningsgrupp: Elfsborgsgruppen) – Västra militärregionen
    - 43. hvbat – Göteborgs skärgårdsbataljon (utbildningsgrupp: Elfsborgsgruppen) – Västra militärregionen
    - 44. hvbat – Älvsborgsbataljonen (utbildningsgrupp: Elfsborgsgruppen) – Västra militärregionen

  - Halmstad
    - 45. hvbat – Hallandsbataljonen (utbildningsgrupp: Hallandsgruppen) – Västra militärregionen

  - Haninge
    - 28. hvbat – Roslagsbataljonen (utbildningsgrupp: Södertörnsgruppen) – Mellersta militärregionen
    - 29. hvbat – Södertörnsbataljonen (utbildningsgrupp: Södertörnsgruppen) – Mellersta militärregionen
    - 32. hvbat – Gotlandsbataljonen (utbildningsgrupp: Gotlandsgruppen) – Gotlands regemente

  - Härnösand
    - 15. hvbat – Ångermanlandsbataljonen (utbildningsgrupp: Västernorrlandsgruppen) – Norra militärregionen
    - 16. hvbat – Medelpadsbataljonen (utbildningsgrupp: Västernorrlandsgruppen) – Norra militärregionen

  - Helsingborg
    - 48. hvbat – Skånska dragonbataljonen (utbildningsgrupp: Skånska gruppen) – Södra militärregionen

  - Hässleholm
    - 49. hvbat – Norra skånska bataljonen (utbildningsgrupp: Skånska gruppen) – Södra militärregionen

  - Kalix
    - 11. hvbat – Gränsjägarbataljonen (utbildningsgrupp: Lapplandsjägargruppen) – Norra militärregionen

  - Kalmar
    - 34. hvbat – Kalmarbataljonen (utbildningsgrupp: Kalmar- och Kronobergsgruppen) – Södra militärregionen

  - Karlskrona
    - 36. hvbat – Blekinge västra bataljon (utbildningsgrupp: Blekingegruppen) – Södra militärregionen
    - 37. hvbat – Blekinge östra bataljon (utbildningsgrupp: Blekingegruppen) – Södra militärregionen

  - Karlstad
    - 19. hvbat – Värmlandsbataljonen (utbildningsgrupp: Örebro-Värmlandsgruppen) – Västra militärregionen

  - Kiruna
    - 10. hvbat – Lapplandsjägarbataljonen (utbildningsgrupp: Lapplandsjägargruppen) – Norra militärregionen

  - Kungsängen
    - 23. hvbat – Attundalandsbataljonen (utbildningsgrupp: Livgardesgruppen) – Mellersta militärregionen
    - 24. hvbat – Stockholmsbataljonen (utbildningsgrupp: Livgardesgruppen) – Mellersta militärregionen
    - 25. hvbat – Telgehusbataljonen (utbildningsgrupp: Livgardesgruppen) – Mellersta militärregionen
    - 26. hvbat – Ulvsundabataljonen (utbildningsgrupp: Livgardesgruppen) – Mellersta militärregionen

  - Luleå
    - 12. hvbat – Norrbottensbataljonen (utbildningsgrupp: Norrbottensgruppen) – Norra militärregionen

  - Malmö
    - 47. hvbat – Malmöhusbataljonen (utbildningsgrupp: Skånska gruppen) – Södra militärregionen

  - Skövde
    - 38. hvbat – Kinnebataljonen (utbildningsgrupp: Skaraborgsgruppen) – Västra militärregionen
    - 39. hvbat – Kåkindbataljonen (utbildningsgrupp: Skaraborgsgruppen) – Västra militärregionen

  - Strängnäs
    - 27. hvbat – Södermanlandsbataljonen (utbildningsgrupp: Södermanlandsgruppen) – Mellersta militärregionen

  - Umeå
    - 13. hvbat – Västerbottensbataljonen (utbildningsgrupp: Västerbottensgruppen) – Norra militärregionen

  - Växjö
    - 35. hvbat – Kronobergsbataljonen (utbildningsgrupp: Kalmar- och Kronobergsgruppen) – Södra militärregionen

  - Visby/Haninge
    - 32. hvbat – Gotlandsbataljonen (utbildningsgrupp: Gotlandsgruppen) – Gotlands regemente

  - Örebro
    - 20. hvbat – Sannahedsbataljonen (utbildningsgrupp: Örebro-Värmlandsgruppen) – Västra militärregionen

  - Östersund
    - 14. hvbat – Fältjägarbataljonen (utbildningsgrupp: Fältjägargruppen) – Norra militärregionen

## Krigsorganisationens utveckling
I tabellerna nedan anges utvecklingen av Försvarsmaktens krigsorganisation genom de tagna försvarsbesluten åren 1966–2020. Då Försvarsmakten historiskt sett övergått till ny organisation vid halvårsskiftet, är årtalen baserade lite olika på hur organisationen såg ut innan ett försvarsbeslut trädde i kraft. Den stora förändringen inom Försvarsmakten gjordes i början av 2000-talet, då krigsorganisationen (stundtals även benämnd insatsorganisationen) reducerades med nästan 90% i jämförelse med dess storlek i början av 1990-talet.
| Arméförband                                | 1966 | 1972 | 1977 | 1982 | 1988 | 1990 | 1998 | 2000 | 2005 | 2009 | 2015 | 2020 |
| ------------------------------------------ | ---- | ---- | ---- | ---- | ---- | ---- | ---- | ---- | ---- | ---- | ---- | ---- |
| Militärområde/Militärregion                | 6    | 6    | 6    | 6    | 6    | 6    | 3    | 4    | −    | −    | −    | 4    |
| Försvarsområden                            | 29   | 29   | 25   | 25   | 25   | 25   | 15   | −    | −    | −    | −    |      |
| Försvarsområdesgrupp                       | −    | −    | −    | −    | −    | −    | 12   | −    | −    | −    | −    | −    |
| Militärdistriktsgrupp                      | −    | −    | −    | −    | −    | −    | −    | 29   | −    | −    | −    | −    |
| Utbildningsgrupp                           | −    | −    | −    | −    | −    | −    | −    | −    | 22   | 22   | 22   | 22   |
| Fördelnings-, divisionsstaber              | 10   | 10   | 10   | 8    | 8    | 6    | 3    | 1    | −    | −    | −    | 1    |
| Infanteribrigader org 66 R                 | 20   | 20   | 16   | 9    | 2    | 1    | −    | −    | −    | −    | −    |      |
| Infanteribrigader org 66 M                 | −    | −    | −    | −    | 6    | 6    | −    | −    | −    | −    | −    | −    |
| Infanteribrigader org 77                   | −    | −    | 4    | 11   | 10   | 10   | −    | −    | −    | −    | −    | −    |
| Infanteribrigader org 2000                 | −    | −    | −    | −    | −    | −    | 4    | −    | −    | −    | −    | −    |
| Norrlandsbrigader                          | 4    | 4    | 4    | 4    | 5    | 5    | 3    | −    | −    | −    | −    | −    |
| Pansarbrigader (inkl. Brig Gotland)        | 7    | 7    | 5    | 5    | 5    | 5    | −    | −    | −    | −    | −    | −    |
| Mekaniserad brigad                         | −    | −    | −    | 1    | 1    | 1    | 6    | −    | −    | −    | −    | 3    |
| Motoriserad brigad                         | −    | −    | −    | −    | −    | −    | −    | −    | −    | −    | −    | 1    |
|                                            |      |      |      |      |      |      |      |      |      |      |      |      |
| Marina förband                             | 1966 | 1972 | 1977 | 1982 | 1988 | 1990 | 1998 | 2000 | 2005 | 2009 | 2015 | 2020 |
| Jagare och fregatter                       | 17   | 13   | 6    | 2    | −    | −    | −    | −    | −    | −    | −    | −    |
| Korvetter ("Kustkorvetter" fram till 1997) | −    | −    | −    | −    | 2    | 2    | 6    | 6    | 11   | 7    | 7    | 7    |
| Torpedbåtsdivisioner (om 6 fartyg)         | 2    | 3    | 3    | 3    | 1    | 1    | −    | −    | −    | −    | −    | −    |
| Robotbåtsdivisioner (om 6 fartyg)          | −    | −    | −    | −    | 2    | 2    | ?    | ?    | ?    | −    | −    | −    |
| Patrullbåtsdivisioner (om 4 fartyg)        | −    | −    | −    | 4    | 4    | 4    | ?    | ?    | ?    | −    | −    | −    |
| Ubåtar                                     | 21   | 21   | 14   | 12   | 12   | 12   | 9    | 5    | 5    | 4    | 4    | 5    |
| Fasta spärrbataljoner                      | 22   | 22   | 22   | 22   | 21   | 20   | ?    | ?    | −    | −    | −    | −    |
| Rörliga spärrbataljoner                    | −    | 2    | 6    | 6    | 6    | 4    | ?    | ?    | −    | −    | −    | −    |
| Kustartilleribataljoner                    | 2    | 2    | 2    | 2    | 2    | 2    | ?    | −    | −    | −    | −    | −    |
| Amfibiebataljoner                          | −    | −    | −    | −    | −    | 1    | 2    | 3    | 1    | 1    | 1    | 2    |
|                                            |      |      |      |      |      |      |      |      |      |      |      |      |
| Flygvapenförband                           | 1966 | 1972 | 1977 | 1982 | 1988 | 1990 | 1998 | 2000 | 2005 | 2009 | 2015 | 2020 |
| Jakflygdivisioner J 29F, J 32B, J 34       | 12   | −    | −    | −    | −    | −    | −    | −    | −    | −    | −    | −    |
| Jaktflygdivisioner J 35A, B, D,            | 12   | 8    | 4    | 3    | −    | −    | −    | −    | −    | −    | −    | −    |
| Jaktflygdivisioner J 35F, J                | 3    | 13   | 13   | 6    | 3    | 3    | 1    | −    | −    | −    | −    | −    |
| Jaktflygdivisioner JA 37                   | −    | −    | −    | 2    | 8    | 8    | 7    | 7    | −    | −    | −    | −    |
| Attackflygdivisioner A 32                  | 12   | 10   | 2    | −    | −    | −    | −    | −    | −    | −    | −    | −    |
| Attackflygdivisioner AJ 37                 | −    | −    | 3½   | 5½   | 5½   | 5½   | −    | −    | −    | −    | −    | −    |
| Spaningsflygdivisioner S 29, S 32          | 3    | 3    | 3    | −    | −    | −    | −    | −    | −    | −    | −    | −    |
| Spaningsflygdivisioner S 35                | 3    | 3    | 3    | −    | −    | −    | −    | −    | −    | −    | −    | −    |
| Spaningsflygdivisioner S 37                | −    | −    | 1    | 3    | 3    | 3    | −    | −    | −    | −    | −    | −    |
| Stridsflygdivisioner AJS(F/H) 37           | −    | −    | −    | −    | −    | −    | 2    | 1    | −    | −    | −    | −    |
| Stridsflygdivisioner JAS 39A/B             | −    | −    | −    | −    | −    | −    | 2    | 4    | 3    | 1    | −    | −    |
| Stridsflygdivisioner JAS 39C/D             | −    | −    | −    | −    | −    | −    | −    | −    | 1    | 3    | 6    | 6    |
| Stridsflygdivisioner JAS 39E               | −    | −    | −    | −    | −    | −    | −    | −    | −    | −    | −    | −    |
| Skolflygdivisioner Sk 35                   | 1    | 1    | 1    | 1    | 1    | 1    | 1    | −    | −    | −    | −    | −    |
| Skolflygdivisioner Sk 37                   | −    | −    | 1    | 1    | 1    | 1    | 1    | 1    | −    | −    | −    | −    |
| Skolflygdivisioner JAS 39A/B               | −    | −    | −    | −    | −    | −    | −    | −    | 2    | 2    | −    | −    |
| Skolflygdivisioner Sk 60                   | ?    | ?    | ?    | ?    | ?    | ?    | ?    | ?    | ?    | ?    | ?    | ?    |
| Transportflygdivisioner TP 84              | 1    | 1    | 1    | 1    | 1    | 1    | 1    | 1    | 1    | 1    | 1    | 1    |
| Flygbasbataljoner                          | ~60  | ~45  | ~45  | 36   | 32   | 30   | ?    | ?    | 2    | ?    | ?    | ?    |
|                                            |      |      |      |      |      |      |      |      |      |      |      |      |

## Försvarsmaktens personella resurser

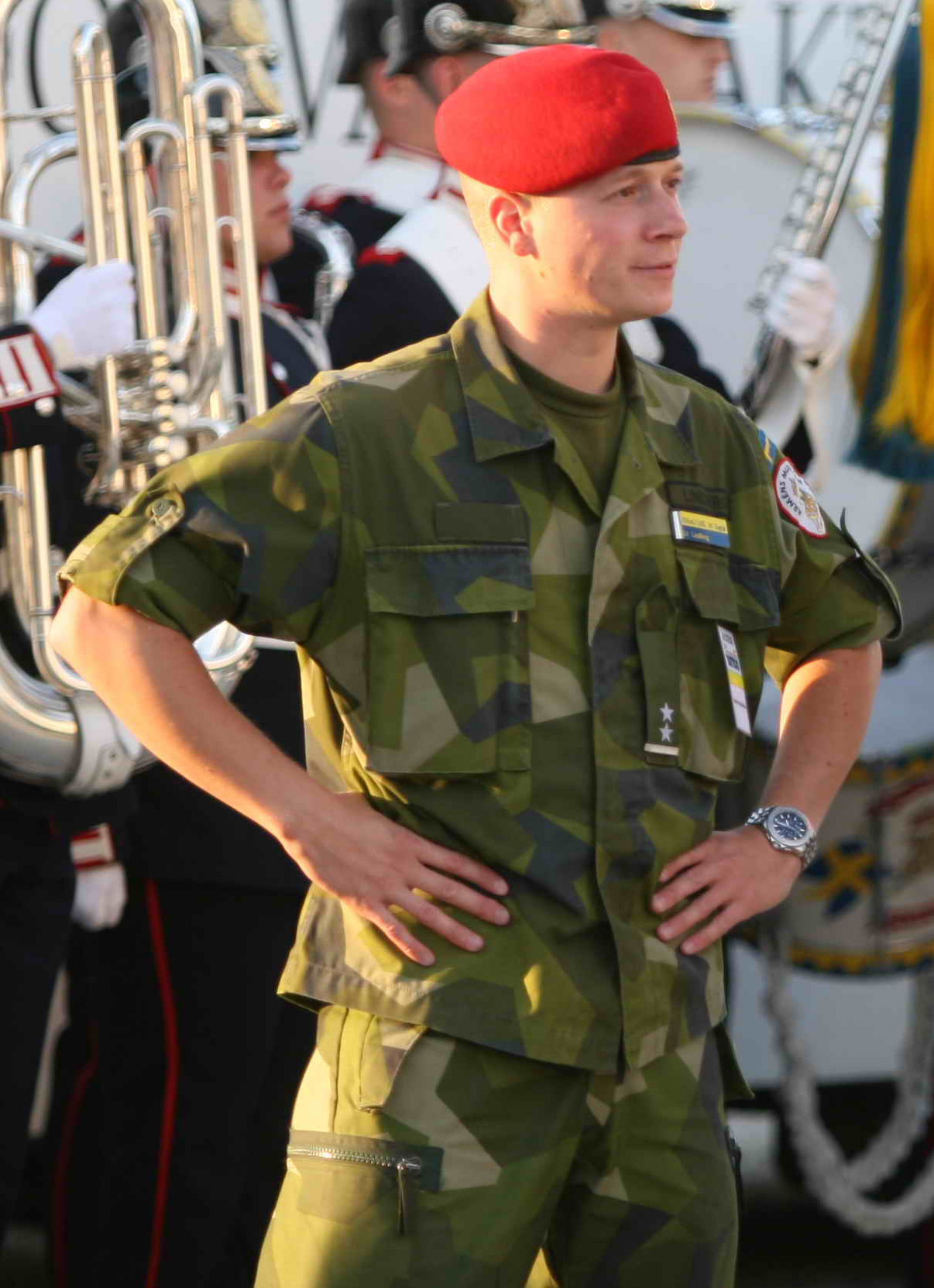
Svensk musiksoldat med löjtnants tjänsteställning.

Försvarsmaktens personal består av både militär och civil personal, anställda, frivilliga, totalförsvarspliktiga och tjänstepliktiga.

### Militär personal

#### Personalgrupper
- Yrkesofficer
- Reservofficer
- Anställda gruppbefäl, soldater och sjömän
- Officersaspiranter
- Totalförsvarspliktig personal
- Krigsfrivillig personal
- Hemvärnsmän
- Frivillig personal
- Tjänstepliktig personal
- Personal i Försvarsmaktens internationella militära insatser

Källa:

#### Personalkategorier
- Officer (OF1-OF9)
- Specialistofficer (OR6-OR9)
- Gruppbefäl, soldater och sjömän GSS (OR2-5)
- Officersaspirant (OR3-OR5)
- Rekryt (OR1)

Källa:

#### Officer med särskild kompetens (OFSK)
Officerare med civil yrkesexamen (till exempel försvarsmaktsingenjörer, läkare, veterinärer och meteorologer) benämns 
"officer med särskild kompetens".

#### Officers vederlike
Militär personal i insatsorganisationen (till exempel hemvärnsmän) som har tjänstegrad motsvarande officer eller specialistofficer utan att vara anställd som yrkes‐ eller reservofficer benämns "officers vederlike" respektive "specialistofficers vederlike".

### Civil personal
- Civilanställd
- Specialist (en civil som konstitueras som militär vid tjänstgöring i insatsorganisationen)

Källa:

### Tjänstgöringskategorier
| Personal                        | Kontinuerligt tjänstgörande (yrke) | Tidvis tjänstgörande (reserv) | Civil |
| ------------------------------- | ---------------------------------- | ----------------------------- | ----- |
| Officer                         | OFF/K                              | OFF/T                         | -     |
| Specialistofficer               | SO/K                               | SO/T                          | -     |
| Gruppbefäl, soldater och sjömän | GSS/K                              | GSS/T                         |       |
| Specialist                      | SPC/K                              | SPC/T                         | -     |
| Civilanställda                  | -                                  | -                             | CIVTJ |
| Källa                           | [ 40 ]                             |                               |       |

### Försvarsmaktens planerade personalstruktur 2011-2020
| Kategori                              | Anställda     | Kontrakterade | Reserv                   |
| ------------------------------------- | ------------- | ------------- | ------------------------ |
| Officer                               | 3 900         | -             | 2 500                    |
| Specialistofficer                     | 4 900         | -             | (inräknas i ovanstående) |
| Civilanställda                        | 5 300         | -             | -                        |
| Gruppbefäl, soldater och sjömän (GSS) | 6 600 (GSS/K) | 9 500 (GSS/T) | -                        |
| Hemvärn                               | -             | 22 000        | -                        |

Den årliga rekryteringen av GSS beräknas till 4 000 personer.
Källa: Försvarsmaktens utvecklingsplan (FMUP) 2011-2020.

## Försvarets författningssamling
Försvarets författningssamling (FFS) innehåller författningar 1978 - 1994 och författningar 2005 - 2010 samt föreskrifter som Försvarsmakten kungjort eller givit ut. 
Försvarsmaktens har också utgivit interna bestämmelser (FIB) och allmänna råd som har kungjorts i Försvarsmaktens allmänna råd (FAR).
FFS, FIB och FAR beslutas av chefen för Försvarsmakten, det vill säga överbefälhavaren eller efter hans bemyndigande, generaldirektören eller chefen för en enhet i högkvarteret. FFS, FIB och FAR får också i vissa fall beslutas av generalläkaren.
FFS, FIB och FAR kontrasigneras av chefen för juridiska staben i högkvarteret. Chefen för juridiska staben i högkvarteret är ansvarig utgivare för FFS, FIB och FAR. I enlighet med författningssamlingsförordningen (1976:725) utnyttjas FFS även av Fortifikationsverket, Totalförsvarets forskningsinstitut och Försvarets materielverk. I FIB kungörs enbart Försvarsmaktens interna föreskrifter.

## Försvarets kommunikation

### Mediehantering
Efter tortyraffären i Kongo, då svensk militär anklagades för att ha brukat tortyr och skenavrättningar, kritiserades Försvarsmakten 2009 av flera journalister för mörkning och desinformation, så kallad spin. Fredrik Laurin vid Uppdrag granskning sade:  
”[Vi har] upplevt hur Försvarsmakten systematiskt låtit bli att lämna ut allmänna handlingar i enlighet med de regler som gäller och hur man systematiskt använder sig av det som amerikanarna kallar för spin; att man försöker påverka publiceringar före och efter, och att man använder sin webbplats som ett medium för att konkurrera med övriga media om att ange tonen för hur en viss fråga ska belysas.”
Försvarets informationsdirektör menade att journalister inte har något absolut tolkningsföreträde och att myndigheten har rätt att framföra sitt perspektiv på olika händelser.
Inför ett reportage om tortyraffären begärde Uppdrag granskning två veckor innan sändning en intervju med den ansvarige översten, men nekades. Istället gav översten en intervju till Ekot, där Försvarsmaktens informationschef Staffan Dopping tidigare hade arbetat. Eftersom Ekot inte var lika insatt i ämnet kunde översten förneka att han fått information om tortyren.
I januari 2009 rapporterade Svenska Dagbladet att mejlkorrespondens mellan tidningen och militär personal i Afghanistan hade samlats in av styrkan på plats och skickats till högkvarteret i Stockholm. Informationsdirektör Erik Lagersten ifrågasatte uppgifterna och sade att det kunde bli svårt att utreda händelsen eftersom Försvarsmakten själva då skulle kunna komma nära en källa.
Justitiekanslern inledde en förundersökning med anledning av uppgifterna. Utredningen lades ner i september 2009 då JK inte kunde konstatera något lagbrott.

### Marknadsföring
År 2010 satsade Försvarsmakten 100 miljoner kronor på marknadsföring, fem gånger mer än året innan. Wilhelm Agrell, professor i underrättelseanalys, kommenterade 2011:  
”Sverige är inte vant att vara i krig och nu är vi det. Det innebär att vi dras in i alla de processer som är typiska för krigförande nationer. Bland annat försöken att hålla kontroll över bilden av kriget.”
En orsak till satsningen var det stora rekryteringsuppdrag myndigheten stod inför.
När Försvaret 2010 skulle upphandla reklamtjänster för 300 miljoner kronor gick uppdraget till mediebyrån Carat. Enligt Försvarsmaktens revisorer var upphandlingskraven utformade så att endast Carat i praktiken kunde vinna. Revisorerna konstaterade att de tre ansvariga tjänstemännen hade nära band till Carat, vilket gjort det svårt att undvika jäv.
En förundersökning inleddes men lades ner då det inte fanns bevis för jäv. När frågan prövades i Försvarsmaktens personalansvarsnämnd konstaterades att informationsdirektören haft som syfte att uppnå verksamhetens mål, men att han visat ”uppenbar nonchalans mot gällande bestämmelser i samband med upphandlingar”.

## Kritik och debatt

### Insatsorganisation 2014
Enligt kritiker verkade Insatsorganisation 2014 bli ett fiasko. De kontrakt som skulle skrivas för att kalla in soldater och sjömän vid behov fanns inte. Överbefälhavaren meddelade att "dagens ekonomiska förutsättningar räcker inte för ett långsiktigt genomförande och vidmakthållande av Insatsorganisationen 2014". Regeringen hade dessutom beslutat att köpa nya helikoptrar för 4,7 miljarder, som hindrade andra militära materielköp.
Arméinspektören generalmajor Berndt Grundevik sade: "Med arméns insatsorganisation år 2014 är vi begränsade till att uppträda inom brigadledningsförmågan till två platser och ca 6500 soldater på respektive plats. På respektive plats kan traditionellt en motståndare som är tre ggr mindre med säkerhet försättas ur stridbart skick". Detta uppfattades av militära debattörer och fackliga företrädare som en indirekt kritik mot regeringen och svensk försvarspolitik.

### Enveckasförsvaret
I januari 2013 uttalade överbefälhavaren Sverker Göranson, att om Sverige angrips "kan vi med dagens försvar hålla stånd i ungefär en vecka". Därefter måste vi få hjälp av andra länder, framförallt Norge som Sverige samövat med. För liten underhållsorganisation, dålig kommunikationsförmåga och för svagt luftvärn gör att Sveriges försvarsförmåga kommer att vara mycket låg när det nya försvaret står klart 2019. Det menar krigsvetenskapsakademien efter en bred analys. Insatsorganisationen är skapad för fredsinsatser utomlands ihop med andra länder och är illa utformad för att försvara Sverige, enligt generalmajor Karlis Neretnieks, som lett krigsvetenskapsakademiens analys. På Folk och försvars konferens i Sälen, sade Natos generalsekreterare Anders Fogh Rasmussen, att Sverige inte kan räkna med militär hjälp från Nato så länge landet inte är medlem.